# Бонч
Бонч (пол. Bącz, нім. Bontsch) — село в Польщі, у гміні Картузи Картузького повіту Поморського воєводства.
Населення — 242 особи (2011).
У 1975-1998 роках село належало до Гданського воєводства.

## Демографія
Демографічна структура станом на 31 березня 2011 року:
|          | Загалом | Допрацездатний вік | Працездатний вік | Постпрацездатний вік |
| -------- | ------- | ------------------ | ---------------- | -------------------- |
| Чоловіки | 126     | 45                 | 74               | 7                    |
| Жінки    | 116     | 34                 | 60               | 22                   |
| Разом    | 242     | 79                 | 134              | 29                   |